# Błaga Dimitrowa
Błaga Nikołowa Dimitrowa, bułg. Блага Николова Димитрова (ur. 2 stycznia 1922 w Białej Słatinie, zm. 2 maja 2003 w Sofii) – bułgarska poetka, tłumaczka i polityk. W latach 1992–1993 wiceprezydent Bułgarii u boku Żelu Żelewa.

## Życiorys
Urodziła się w rodzinie prawnika i nauczycielki, wczesne lata życia spędziła w Wielkim Tyrnowie. W 1941 ukończyła gimnazjum klasyczne w Sofii, zaś w 1945 została absolwentką filologii słowiańskiej na Uniwersytecie Sofijskim im. św. Klemensa z Ochrydy. W 1951 obroniła w Instytucie Literackim w Moskwie pracę doktorską poświęconą twórczości Władimira Majakowskiego i poezji bułgarskiej. Przez wiele lat pracowała jako redaktorka w różnych gazetach, czasopismach i wydawnictwach. Wydała liczne tomiki poetyckie i kilka publikacji pisanych prozą. Tłumaczyła na język bułgarski literaturę polską (m.in. wiersze Wisławy Szymborskiej i Pana Tadeusza Adama Mickiewicza), skandynawską i rosyjską na język bułgarski. Wyróżniona m.in. nagrodą Polskiego PEN Clubu oraz Nagrodą im. Herdera.
W 1970 oficjalnie poparła Aleksandra Sołżenicyna, który został wydalony ze Związku Radzieckiego. Za ten gest została usunięta z bułgarskiego związku pisarzy, a także znalazła się na liście twórców, których utwory nie były publikowane w Bułgarii. Pod koniec lat 80. zaangażowała się w działalność opozycyjną, w 1988 współtworzyła pierwsze w komunistycznej Bułgarii organizacje pozarządowe: „Komitet za zasztita na Ruse” i „Kłub za podkrepa na głasnostta i preustrojstwoto”. Weszła następnie w skład zarządu federacji klubów na rzecz demokracji działającej w ramach Związku Sił Demokratycznych. Z listy tego ugrupowania w 1991 została wybrana w do Zgromadzenia Narodowego 36. kadencji.
W 1992 kandydowała w pierwszych bezpośrednich wyborach prezydenckich na urząd wiceprezydenta w parze z Żelu Żelewem. W pierwszej turze uzyskali około 44,7% głosów, zwyciężając w drugiej turze głosowania z poparciem 52,9% głosujących. W 1993 doszło do konfliktu z prezydentem na tle wspierania przez niego rządu Lubena Berowa. W konsekwencji w lipcu tegoż roku ustąpiła ze stanowiska.
Była zamężna. W 1967 zaadoptowała wietnamską dziewczynkę.
W 2000 odznaczona Krzyżem Komandorskim Orderu Zasługi Rzeczypospolitej Polskiej.